# 藤野節子
藤野 節子（ふじの せつこ、1928年11月3日 - 1986年5月19日）は、日本の女優。満洲ハルビン市出身。本名は高畑 喜久子。
劇団四季の創設者の一人である。元夫は演出家の浅利慶太。

## 出演作品

### テレビドラマ
- 私は約束を守った（1953年、NTV）
- 地方紙を買う女（1957年、NHK総合） -　潮田芳子
- 逃げられるか（1960年、NET）
- 徳川家康（1964年）
- 山ほととぎすほしいまま （1964年、RKB）
- 夕陽沈むとき（1967年、THK）
- 仇討ち（1969年、TBS）
- 彩の女（1974年、NET）
- いろはの"い"（1976年、NTV / 東宝） - 鬼頭の妻
- 憤激の恋（1982年、NHK）
- 父への手紙（1983年、NHK）

### ラジオドラマ
- 怪獣ゴジラ（1954年、ニッポン放送）　-　山根恵美子

### 吹き替え

#### 映画
- ジャンヌ・ダーク（ジャンヌ・ダルク〈イングリッド・バーグマン〉）※NHK版
- 裸足の伯爵夫人（マリア・ヴァルガス〈エヴァ・ガードナー〉）
- パンドラ（パンドラ・レイノルズ〈エヴァ・ガードナー〉）

#### ドラマ
- 看護婦物語「生まれくる者のために」(ヤナポラス夫人〈ピベカ・リンドフォース〉）
- 刑事コロンボ 自縛の紐
- 絶壁のかなたに（〈グリニス・ジョーンズ〉）
- 0011ナポレオン・ソロ #24（ナザローネ〈タニカ・ドント〉）
- 逃亡者 #13（ルース〈エリザベス・アレン〉）
- ルート66 「赤い旋風」（〈ベゼル・レスリー〉）

#### 人形劇
- サンダーバード（ファイルズ夫人）

### 舞台
- この生命誰のもの
- 桜の園
- ひばり
- メイム
- オンディーヌ